# 日本アジアグループ
日本アジアグループ株式会社（にほんアジアグループ）は、東京都渋谷区に本社を置く企業。かつてはグループ傘下の連結子会社を通じて、空間情報コンサルティング事業及びグリーンエネルギー事業、森林活性化事業を展開していた純粋持株会社であった。
地域密着で災害に強く、安全安心な暮らしを支える基盤を構築することで、低炭素で地球環境に負荷をかけない、人と地球に優しいまちづくり「グリーン･コミュニティ～持続可能な社会～」の実現を目指していた。
2017年3月1日には、日本アジア証券株式会社の全株式を藍澤證券株式会社に譲渡し、ファイナンシャルサービス事業からは撤退した。
さらに2021年9月、子会社のJAG国際エナジーと国際航業の全株式を譲渡し、2021年11月には子会社管理事業を株式会社JAGに承継した。

## かつてのグループの事業領域
地球規模で‘グリーン・コミュニティ’創りに注力し、傘下の事業会社を通じて3つの技術サービス事業を提供。国内からアジア、海外まで幅広く事業を展開していた。
1.「空間情報コンサルティング事業」
傘下の国際航業株式会社を中心に、最先端の空間情報技術を活用して、「国土保全」「防災・災害復興」「行政支援」など社会インフラの整備・構築や民間ビジネスの業務効率化を実現

国内および海外における空間情報技術や国土デザイン技術を利活用したコンサルティングサービスに加え、官民協働によるPPP/PFI事業やアセットマネジメントをはじめとする自治体へのファイナンス的側面への支援を強化し、防災や減災技術を活用した災害に強いまちづくり、再生可能エネルギーを活用した社会インフラの再構築などを通じたグリーン・コミュニティの実現を目指している。
2.「グリーンエネルギー事業」（JAG国際エナジー株式会社中心）
- エネルギー関連事業

再生可能エネルギー発電施設開発を、企画から資金調達・建設・管理運営まで一貫して実施

欧州と国内における太陽光発電所の開発実績と知見に加え、グループの総合力を活用することで、地域特性を踏まえた再生可能エネルギー施設を自ら企画し、資金調達から計画、設計、建設、運営まで一貫して実施している。
- プロパティ関連事業

建築物の創・省・蓄エネルギーソリューションサービスをワンストップで提供し、環境価値の創出と資産価値の向上を実現

環境・エネルギー時代に求められる防災機能を強化した安全安心なエコタウン開発、公共資産や民間資産の省エネ・創エネ化、リノベーションによる資産活用など、これからの時代が求める不動産ソリューションを提供し、環境価値の創出と資産価値の向上を実現させる。
3.「森林活性化事業」
JAGフォレスト株式会社を中心に地理空間情報技術の活用による国産材の安定供給体制の構築と、森林資源に対する新たな需要の創出を通じて、林業および木材関連産業の成長産業化を推進する。

## 沿革
- 1998年（平成10年）12月 - Japan Asia Holdings Limited（本社:香港）が設立。
- 2001年（平成13年）5月 - 宏徳不動産株式会社を傘下に収め、日本アジアホールディングズ株式会社に商号変更。
- 2002年（平成14年）
  - 1月 - 丸金証券と金万証券（1903年創業）を統合し、日本アジア証券株式会社を本格稼動。
  - 10月 - 沖縄証券株式会社の経営権を取得。
- 2003年（平成15年）3月 - 丸宏大華証券株式会社の経営権を取得し、日本アジア証券株式会社と統合。
- 2006年（平成18年）12月 - 国際航業株式会社（現・国際航業ホールディングス株式会社）の筆頭株主となる。
- 2007年（平成19年）4月 - 日本アジア総合研究所株式会社を設立。
- 2008年（平成20年）11月 - 日本アジアホールディングズ株式会社を旧・日本アジアグループ株式会社の完全子会社とする。
- 2009年（平成21年）2月 - 株式会社ジー・エフグループ（1988年設立）が、日本アジアグループ株式会社（前身はエーティーエルシステムズ）、株式会社モスインスティテュートを吸収合併し、（新）日本アジアグループ株式会社に商号変更。
- 2012年（平成24年）
  - 3月 - グループ内の太陽光発電事業専門スタッフを集め、JAG国際エナジー株式会社を設立（後に国際ランド&デベロップメント株式会社へ吸収合併され、現在の法人は2代目）。
  - 4月 - 国際航業ホールディングス株式会社を組織再編により完全子会社化し、新グループ体制を開始。
  - 6月 - Japan Asia Holdings Limitedによる株式譲渡により藍澤證券が筆頭株主となる。
- 2015年（平成27年）
  - 5月 - 東京証券取引所市場第1部に市場変更。
  - 7月 - 日本アジアホールディングズ及び国際航業ホールディングスを吸収合併。日本アジア証券及び国際航業をグループ中核会社とする体制に移行。
- 2017年（平成29年）3月 - 日本アジア証券の全株式を藍澤證券に譲渡。
- 2018年（平成30年）4月 - 株式会社ザクティの親会社である株式会社ザクティホールディングスの全株式を取得。
- 2021年（令和3年）
  - 2月 - マネジメント・バイアウトの一環として行われたグリーン ホールディングス エルピーによる株式公開買付けが不成立。
  - 3月 - 旧村上ファンド系の株式会社シティインデックスイレブンスによる株式公開買付けに対抗し、買収防衛策（新株予約権の無償割当て）の発動を決定。
  - 7月 - シティインデックスイレブンスによる株式公開買付けに取締役会が賛同。
  - 8月 - シティインデックスイレブンスが株式公開買付けにより58.96%の株式を取得。
  - 9月7日 - 国際航業の全株式をカーライル・グループのジオ ホールディングス エルピーに譲渡。またJAG国際エナジーの株式の65%を同グループのグリーン ホールディングス エルピーに譲渡[1]。
  - 9月14日 -  グリーンホールディングス エルピーがJAG国際エナジーの全株式を取得[2]。
  - 9月27日 - 東京証券取引所市場第1部上場廃止。
  - 11月15日 - 子会社管理事業を株式会社JAGに承継。

## 傘下にあった主な企業
以下の子会社管理事業は、2021年11月に株式会社JAGに承継されている。
【イメージ・センシング事業】
- ザクティホールディングス
  - 株式会社ザクティ

【グリーンエネルギー事業】
- KOKUSAI EUROPE GmbH
- 株式会社PXP

【スマート・フォレスト事業】
- JAGフォレスト株式会社
- JAGシーベル株式会社
- 株式会社坂詰製材所
- 株式会社KHC（東証2部1451）
  - 株式会社勝美住宅
  - 住宅の横綱大和建設株式会社
  - 株式会社明石住建
  - パル建設株式会社
  - 株式会社Labo
- 株式会社木村産業

【その他事業】
- 日本アジアファイナンシャルサービス株式会社（システム構築）
- JAGフィールド株式会社（人材派遣）

### 海外拠点
- JAG Kokusai Singapore PTE. Ltd.（シンガポール）
- JAG Kokusai Hong Kong Limited（香港）
- JAG Kokusai Taiwan Limited（台湾）
- JAG Kokusai Vietnam Co.,Ltd.

### 2021年10月以前に解散・離脱した主な傘下企業
- 日本アジアホールディングズ株式会社 - 2015年7月1日に日本アジアグループと合併。
- 国際航業ホールディングス株式会社 - 2015年7月1日に日本アジアグループと合併。
- 国際環境ソリューションズ株式会社 - 2015年3月1日に国際航業と合併。
- JAG国際エナジー株式会社 - 2015年7月1日に国際ランド&ディベロップメント株式会社と合併、同社が商号を継承。
- Japan Asia Securities Limited - 香港、2016年10月7日に全株式を譲渡。
- 日本アジア証券株式会社 - 2017年3月1日に全株式を譲渡。
- おきなわ証券株式会社 - 日本アジア証券の子会社であったが、2017年3月31日に沖縄銀行の子会社となる。
- 日本アジア総合研究所株式会社 - 2017年3月31日に営業終了。
- 日本アジア・アセット・マネジメント株式会社 - 2018年5月31日に全株式を譲渡。
- 株式会社エオネックス - 2020年4月1日に全株式を譲渡。
- 株式会社利水社 - 2020年4月1日に全株式を譲渡。
- 国際航業株式会社 - 2021年9月7日に全株式を譲渡。
- JAG国際エナジー株式会社 - 旧・国際ランド&ディベロップメント株式会社。2021年9月14日までに全株式を譲渡。